# Rovers Football Club
Il Rovers Football Club era una squadra di calcio fondata nel 1873  con sede a Glasgow, fu una delle 16 squadre originali a partecipare alla prima Scottish Cup.   
I Rovers raggiunsero i quarti di finale in due occasioni nel 1874-1875 e nel 1875-1876.
Il Rovers FC si sciolse nel 1878.